# Harrisburg
Harrisburg es la capital del estado de Pensilvania, Estados Unidos. Según la Oficina del Censo en 2008, tenía una población de 47.148 habs. Se encuentra situada en el condado de Dauphin a la orilla del río Susquehanna, poco después de recibir este a su mayor afluente, el West Branch Susquehanna. Harrisburg es conocida por el accidente de Three Mile Island.

## Geografía
Harrisburg se encuentra ubicada en el sudoeste de Pensilvania. La ciudad tiene un área total de 29,6 km², de la cual 21,0 km² son de tierra y 8,6 km² son de agua. El agua supone así un 29,11% de la superficie de Harrisburg.

## Clima
| Parámetros climáticos promedio de Harrisburg, Pennsylvania (Capital City Airport (Pennsylvania)) normales 1991–2020, extremos 1939–presente | Parámetros climáticos promedio de Harrisburg, Pennsylvania (Capital City Airport (Pennsylvania)) normales 1991–2020, extremos 1939–presente | Parámetros climáticos promedio de Harrisburg, Pennsylvania (Capital City Airport (Pennsylvania)) normales 1991–2020, extremos 1939–presente | Parámetros climáticos promedio de Harrisburg, Pennsylvania (Capital City Airport (Pennsylvania)) normales 1991–2020, extremos 1939–presente | Parámetros climáticos promedio de Harrisburg, Pennsylvania (Capital City Airport (Pennsylvania)) normales 1991–2020, extremos 1939–presente | Parámetros climáticos promedio de Harrisburg, Pennsylvania (Capital City Airport (Pennsylvania)) normales 1991–2020, extremos 1939–presente | Parámetros climáticos promedio de Harrisburg, Pennsylvania (Capital City Airport (Pennsylvania)) normales 1991–2020, extremos 1939–presente | Parámetros climáticos promedio de Harrisburg, Pennsylvania (Capital City Airport (Pennsylvania)) normales 1991–2020, extremos 1939–presente | Parámetros climáticos promedio de Harrisburg, Pennsylvania (Capital City Airport (Pennsylvania)) normales 1991–2020, extremos 1939–presente | Parámetros climáticos promedio de Harrisburg, Pennsylvania (Capital City Airport (Pennsylvania)) normales 1991–2020, extremos 1939–presente | Parámetros climáticos promedio de Harrisburg, Pennsylvania (Capital City Airport (Pennsylvania)) normales 1991–2020, extremos 1939–presente | Parámetros climáticos promedio de Harrisburg, Pennsylvania (Capital City Airport (Pennsylvania)) normales 1991–2020, extremos 1939–presente | Parámetros climáticos promedio de Harrisburg, Pennsylvania (Capital City Airport (Pennsylvania)) normales 1991–2020, extremos 1939–presente | Parámetros climáticos promedio de Harrisburg, Pennsylvania (Capital City Airport (Pennsylvania)) normales 1991–2020, extremos 1939–presente |
| Mes | Ene. | Feb. | Mar. | Abr. | May. | Jun. | Jul. | Ago. | Sep. | Oct. | Nov. | Dic. | Anual |
| --- | --- | --- | --- | --- | --- | --- | --- | --- | --- | --- | --- | --- | --- |
| Temp. máx. abs. (°C) | 22.8 | 28.3 | 30 | 33.9 | 36.1 | 37.8 | 41.7 | 38.3 | 38.9 | 36.1 | 28.9 | 23.9 | 41.7 |
| Temp. máx. media (°C) | 4.6 | 6.2 | 11.4 | 18.3 | 23.7 | 28.4 | 30.9 | 29.7 | 25.9 | 19.3 | 12.8 | 6.9 | 18.2 |
| Temp. media (°C) | 0.3 | 1.5 | 6.2 | 12.3 | 17.8 | 22.8 | 25.3 | 24.1 | 20.3 | 13.7 | 7.8 | 2.8 | 12.9 |
| Temp. mín. media (°C) | -3.9 | -3.2 | 1.1 | 6.3 | 11.8 | 17.1 | 19.7 | 18.6 | 14.7 | 8.2 | 2.8 | -1.4 | 7.6 |
| Temp. mín. abs. (°C) | -22.8 | -20.6 | -16.7 | -7.2 | -0.6 | 4.4 | 9.4 | 7.2 | -1.1 | -5 | -10.6 | -22.2 | -22.8 |
| Precipitación total (mm) | 67.1 | 59.9 | 85.1 | 94 | 88.4 | 94.5 | 109.2 | 93.5 | 104.6 | 93.5 | 71.1 | 80 | 1040.9 |
| Días de precipitaciones (≥ 0.2 mm) | 9.4 | 9.3 | 10.7 | 12.1 | 13.7 | 11.9 | 11.8 | 11.1 | 9.5 | 11.0 | 8.8 | 10.1 | 129.4 |
| Horas de sol | 154.9 | 167.2 | 213.8 | 235.7 | 266.7 | 288.5 | 310.1 | 285.4 | 226.7 | 199.2 | 139.6 | 126.0 | 2613.8 |
| Humedad relativa (%) | 64.4 | 63.2 | 60.7 | 59.2 | 65.2 | 67.7 | 68.6 | 72.2 | 73.8 | 70.5 | 68.2 | 66.4 | 66.7 |
| Fuente: NOAA (humedad y horas de sol 1961–1990)                                                                                             | | | | | | | | | | | | | |

## Demografía
Según la Oficina del Censo en 2008, había 47.148 personas residiendo en la ciudad. La densidad demográfica era de 2.333,3 habitantes/km².
En 2000 la población de la ciudad, por razas, consistía en:
- 54,83% afroamericanos
- 31,72% blancos
- 11,69% hispanos o latinos de cualquier raza.
- 2,83% asiáticos
- 0,37% americanos nativos
- 0,07% isleños del Pacífico
- 6,54% de otras razas
- 3,64% de dos o más razas

Había 20 561 casas, de las cuales 28,5% tenían niños bajo la edad de 18 que viven en ellas, 23,4% eran parejas casadas, 24,4% tenían un cabeza de familia femenino sin marido presente, y 46,9% son no-familias. 39,3% de todas las casas están habitadas por individuos solos. El 10,4% de las viviendas están habitadas por personas solas mayores de 65 años. El tamaño medio de la vivienda según el número de ocupantes es de 2,32 personas y el tamaño medio de la familia es de 3,15 personas.
La población de la ciudad, por edad, consistía en:
- 28,2% - menores de 18 años
- 9,2% - de 18 a 24 años
- 31,0% - de 25 a 44 años
- 20,8% - de 45 a 64 años
- 10,9% - 65 años o más

La edad media era de 33 años. Por cada 100 mujeres había 88,7 varones. Por cada 100 mujeres mayores de 18 años, había 84,8 varones.
Según la Oficina del Censo en 2000 los ingresos medios por hogar en la localidad eran de $26,920 y los ingresos medios por familia eran $29,556. Los hombres tenían unos ingresos medios de $27,670 frente a los $24,405 para las mujeres. La renta per cápita para la localidad era de $115,787. Alrededor del 24.6% de la población estaba por debajo del umbral de pobreza.